# Brumano
Brumano [bruˈmaːno] (Brömà [bɾøˈma] in dialetto bergamasco, Bruman [bryˈmã] in dialetto lecchese) è un comune italiano di 138 abitanti della provincia di Bergamo in Lombardia.
Situato in Valle Imagna, laterale della Val Brembana, ma storicamente legato alla città di Lecco, dista circa 30 chilometri a nord-ovest dal capoluogo orobico.

## Origine del nome
Il toponimo deriverebbe da “bro” che significa terra, paese e “main, min, menn” che significa piccolo per questo si indica che il significato è paese piccolo. 

## Storia

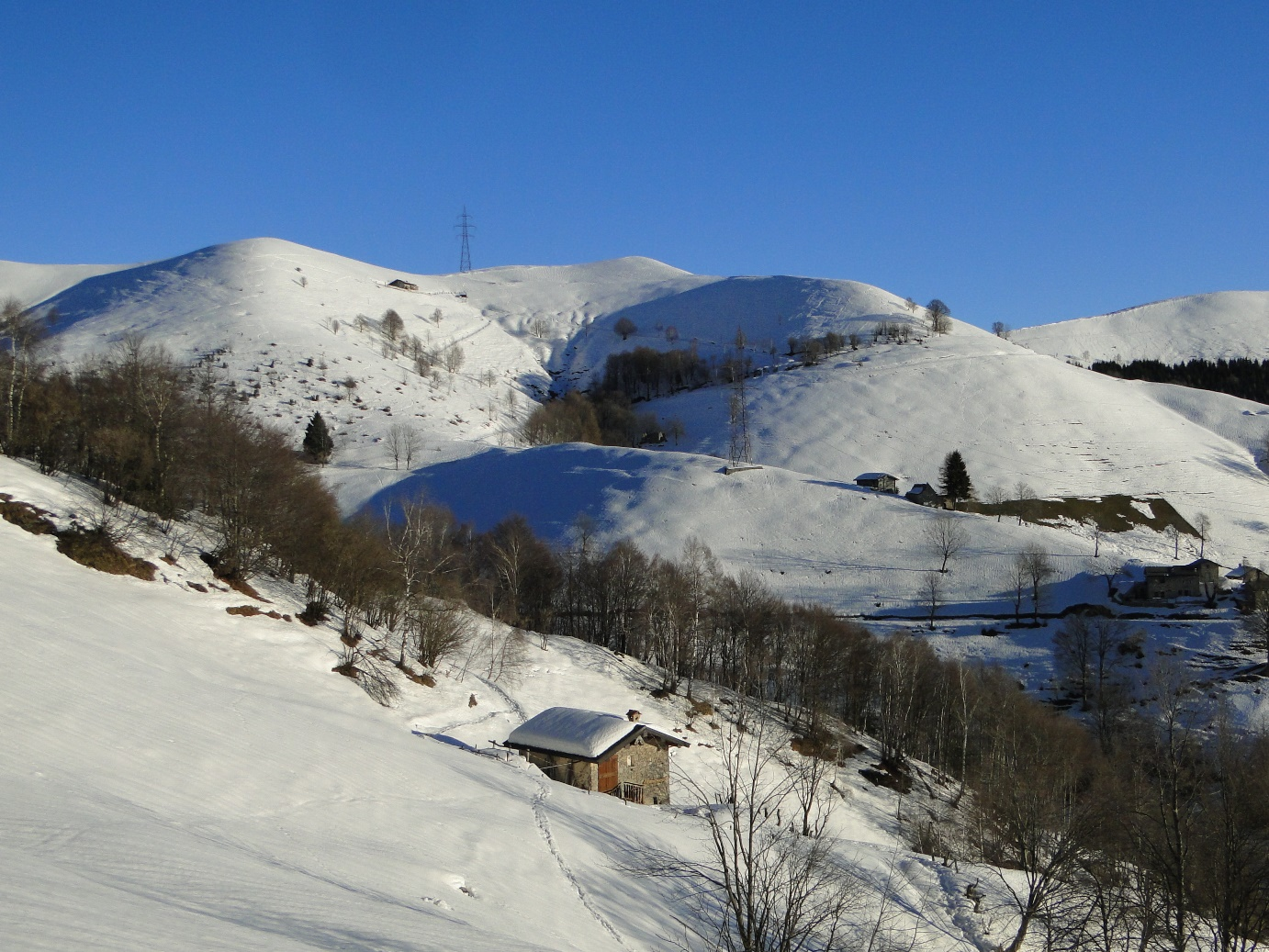
La piccola valle di Serrada

Recenti studi farebbero risalire i primi insediamenti stabili all'epoca romana: tale ipotesi pare suffragata anche dall'origine etimologica del nome, derivante dal latino Bruma, ovvero freddo, caratteristica che ha sempre accompagnato il piccolo borgo. Posto all'ombra del monte Resegone nella parte terminale della valle Imagna, sul confine con la Valsassina, ha sempre avuto una bassa esposizione solare, situazione che non gli ha permesso di avere uno sviluppo delle colture sul proprio territorio.
Conseguentemente anche il borgo ha sempre mantenuto dimensioni molto ridotte sia come nucleo abitativo che come abitanti. Ancora oggi è uno dei comuni più piccoli della provincia di Bergamo.
Nel corso dei secoli Brumano ha sempre mantenuto le caratteristiche del piccolo borgo montano, con un numero limitato di abitanti per lo più dediti a vivere di ciò che la natura forniva loro: le attività principali quindi sono sempre state quelle del pastore, dell'allevatore, del boscaiolo e del carbonaio, ovvero colui che trasformava la legna in carbone vegetale.
Poche sono le notizie storiche, le prime delle quali riconducibili al periodo medievale: quando nei vicini paesi infuriavano le lotte fratricide tra guelfi e ghibellini, Brumano era rifugio per le persone in fuga dagli eventi bellici.
Brumano era uno degli originali nove, poi saliti fino a venti, comuni della Comunità Generale di Lecco, uno «staterello» di epoca medioevale. Il paese partecipava alla comunità anche coi Forensi, ossia i numerosi possessori fondiari che erano sudditi veneti e non lombardi in quanto cittadini bergamaschi. Brumano era quindi soggetto a Lecco a cui era legato fin dall'epoca dei Franchi. Questo legame si andrà scogliendosi nei secoli col progressivo sfaldamento federalista della Comunità Generale di Lecco fino alla sua totale soppressione dopo la conquista da parte dell'Austria. Ma in realtà il legame non si è ancora dissolto del tutto in quanto Brumano, non più soggetta amministrativamente al capoluogo lariano, è rimasta religiosamente soggetta al prevosto di Lecco facendo parte del suo decanato fino al 2006, anno in cui è passata alla Diocesi di Bergamo.
In seguito Brumano era posto proprio sul confine tra la Repubblica di Venezia ed il Ducato di Milano, che governò il paese, l'unico di tutta la valle, per alcuni secoli. A tal riguardo è ancora presente presso il valico della Passata un cippo, datato 1791, indicante l'inizio dei possedimenti dello Stato di Milano.
La rottura dello storico legame con Lecco, ed il passaggio alla Provincia di Bergamo, risale alla ristrutturazione amministrativa del Regno Lombardo-Veneto operata dall'Austria il 12 febbraio 1816: tale atto appare del tutto atipico, essendo la politica viennese di quel periodo improntata su rigidi criteri restauratori, e non certo riformatori. In ogni caso, il XIX secolo non vide fatti di rilievo coinvolgere la piccola comunità che, forte del proprio isolamento, seguì le vicende del resto della provincia bergamasca senza parteciparvi in modo diretto. Un evento di particolare importanza fu la costruzione della nuova chiesa parrocchiale, avvenuta nel 1889: dedicata a San Bartolomeo, possiede un altare maggiore di buona fattura, nonché affreschi e dipinti eseguiti al Nuvoloni.
Nel corso della Seconda guerra mondiale questi territori balzarono tristemente alle cronache per via delle deportazioni che i tedeschi effettuavano nei confronti dei partigiani catturati, seguite dalla fucilazione dei prigionieri.
A partire dal XX secolo il paese cominciò a risentire di una forte emigrazione dei propri abitanti, attratti da maggiori opportunità professionali ed economiche fuori dal territorio comunale.

### Simboli
Lo stemma del Comune di Brumano è stato concesso con decreto del presidente della Repubblica del 28 settembre 2007.
Il gonfalone è un drappo di bianco con la bordatura di azzurro.
La stella alpina simboleggia la posizione in quota del paese e il comprensorio montano; le fasce ondate rappresentano i torrenti che scorrono lungo i pendii della Valle Imagna. Il palato di rosso e d'argento riprende i colori del Ducato di Milano di cui il comune faceva parte quando il resto del bergamasco era assoggettato alla Repubblica di Venezia.

## Monumenti e luoghi d'interesse
Nella località vi è la chiesa parrocchiale dedicata a san Bartolomeo risalente al XVI secolo.
Particolari poi sono le sculture su pietra interrata realizzate dal maestro Carlo Vitari a inizio secolo distribuite in ogni angolo del paese. Una mappa, situata davanti al municipio ne permette l'individuazione.

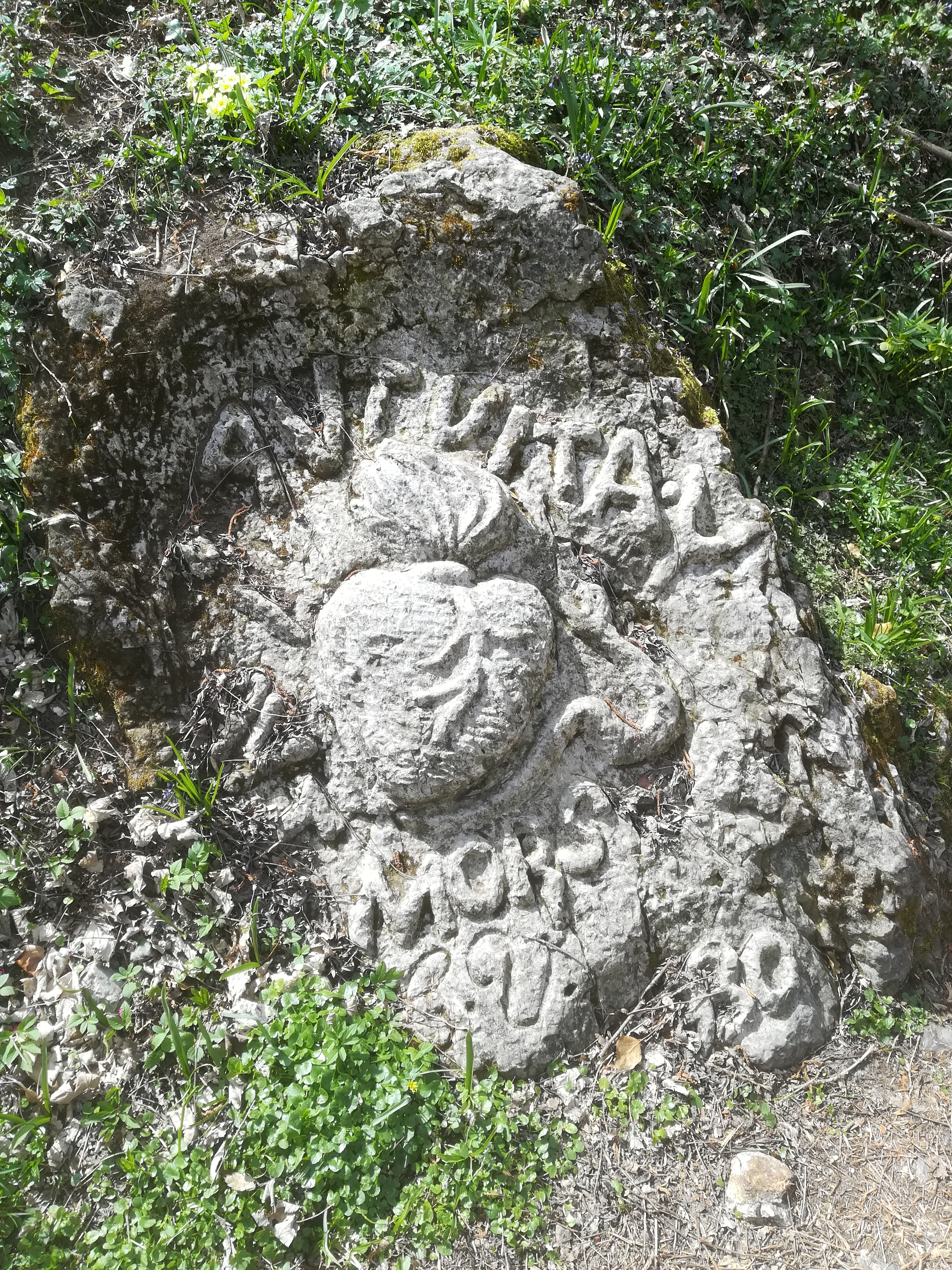
Una delle tante sculture del maestro Vitari situata sulla strada che mette alla contrada Orso

## Società

### Evoluzione demografica
- 304 abitanti nel 1853

Abitanti censiti

### Etnie e minoranze straniere
Al 1º gennaio 2018 gli stranieri residenti a Brumano con regolare permesso di soggiorno erano 6, pari a circa il 5% della popolazione.

## Economia

### Turismo
Recenti interventi alle infrastrutture hanno permesso un piccolo sviluppo del turismo. Da qui si possono anche compiere una gran quantità di escursioni, la maggior parte verso le cime del Resegone.

## Amministrazione
| Periodo        | Periodo        | Primo cittadino    | Partito                 | Carica  | Note |
| -------------- | -------------- | ------------------ | ----------------------- | ------- | ---- |
| 10 luglio 1985 | 26 maggio 1990 | Ambrogio Angiolini | Democrazia cristiana    | Sindaco |      |
| 14 giugno 1990 | 24 aprile 1995 | Manzoni Giovanni   | Democrazia Cristiana    | Sindaco |      |
| 24 aprile 1995 | 14 giugno 2004 | Manzoni Giovanni   | Lista civica            | Sindaco |      |
| 14 giugno 2004 | 7 giugno 2009  | Giuseppe Angiolini | lista civica            | Sindaco |      |
| 8 giugno 2009  | in carica      | Giovanni Manzoni   | lista civica "Resegone" | Sindaco |      |

### Gemellaggi
- Morterone, dal 2007